# Atletica leggera ai XV Giochi paralimpici estivi

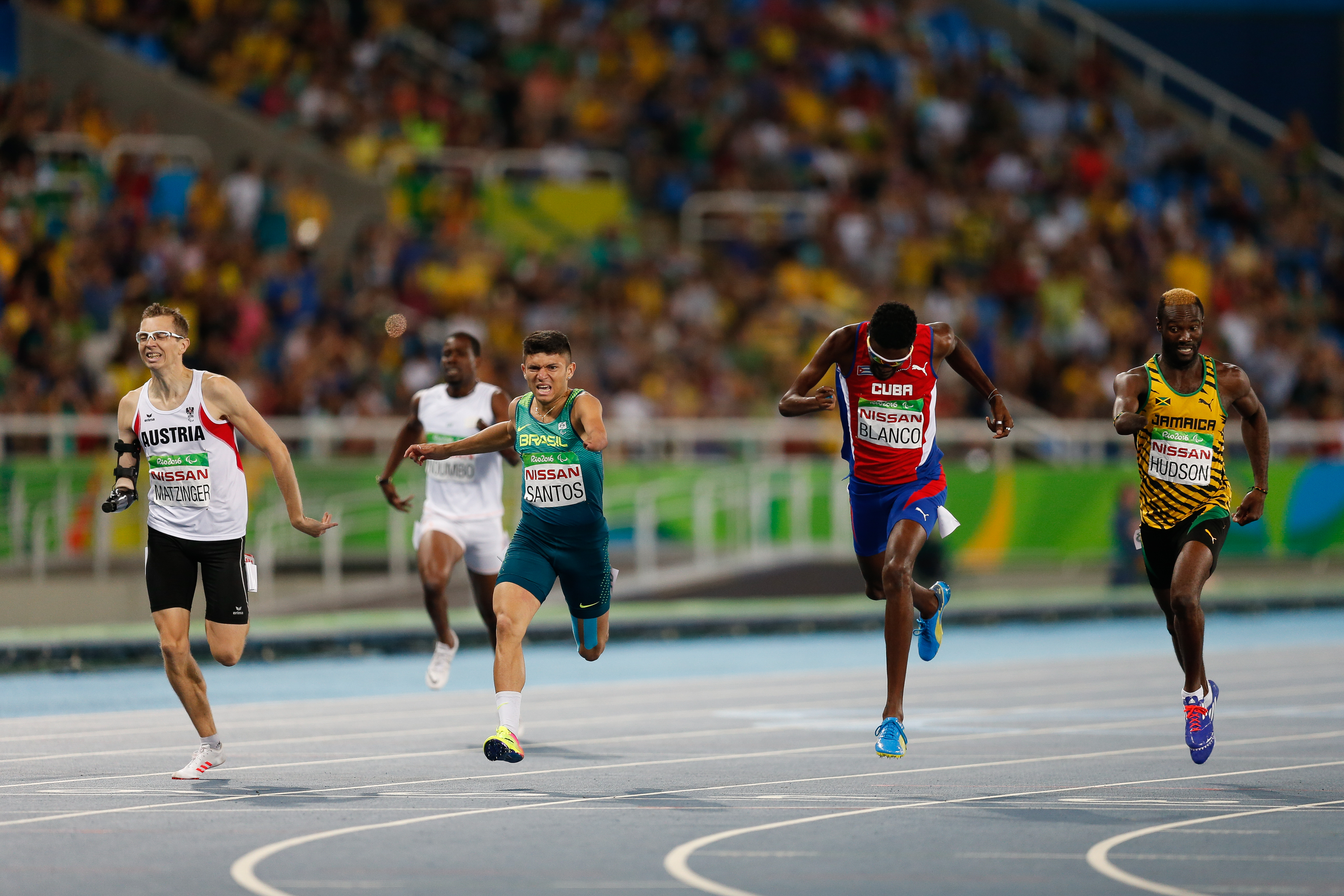
Un istante della finale 400 metri maschili, categoria T45/46/47.

Le gare di atletica leggera paralimpica ai XV Giochi paralimpici estivi di Rio de Janeiro si sono svolte dal 8 al 18 settembre 2016 allo Stadio Nilton Santos. Vi hanno preso parte 1131 atleti (687 uomini e 444 donne) in 177 competizioni .

## Formato
Ogni gara è stata suddivisa e svolta in base al tipo e alla portata della disabilità degli atleti. Tale sistema ha consentito la competizione tra atleti con analogo livello di funzioni.
Le classi utilizzate erano le seguenti:
- classi 11-13 per atleti non vedenti o ipovedenti;
- classe 20 per atleti con disabilità mentale;
- classi 31-34 per atleti con paralisi cerebrale in carrozzina;
- classi 35-38 per atleti con paralisi cerebrale ma deambulanti;
- classi 40-41 per atleti affetti da nanismo;
- classi 42-44 per atleti con amputazioni agli arti inferiori, differente lunghezza delle gambe, alterata potenza muscolare o di movimento;
- classi 45-47 per atleti con amputazioni agli arti superiori, alterata potenza muscolare o di movimento;
- classi 51-57 per atleti con amputazioni, differente lunghezza delle gambe, alterata potenza muscolare o di movimento.

Ciascuna classe è preceduta da un prefisso letterale: "T" per gli eventi su pista e per i salti, "F" per quelli su campo.

## Podi

### Eventi maschili su pista
I risultati degli eventi su pista sono tutti espressi in secondi e decimi di secondo oppure, se superiori al minuto, in minuti, secondi e decimi di secondo.

#### 100 metri
| Classe    | Oro                             | Risultato | Argento                                          | Risultato | Bronzo                               | Risultato |
| --------- | ------------------------------- | --------- | ------------------------------------------------ | --------- | ------------------------------------ | --------- |
| T11       | David Brown Guida: Jerome Avery | 10,99     | Felipe da Sousa Gomes Guida: Jonas de Lima Silva | 11,08     | Ananias Shikongo Guida: Even Tjiviju | 11,11     |
| T12       | Leinier Savon Pineda            | 10,97     | Ndodomzi Jonathan Ntutu                          | 11,09     | Thomas Ulbricht                      | 11,39     |
| T13       | Jason Smyth                     | 10,64     | Johannes Nambala                                 | 10,78     | Chad Perris                          | 10,83     |
| T33       | Ahmad Almutairi                 | 16,61     | Toby Gold                                        | 17,84     | Andrew Small                         | 17,96     |
| T34       | Walid Ktila                     | 15,14     | Rheed McCracken                                  | 15,34     | Henry Manni                          | 15,46     |
| T35       | Ihor Tsvietov                   | 12,31     | Fábio da Silva Bordignon                         | 12,66     | Hernan Barreto                       | 12,85     |
| T36       | M. R. Mohamad Puzi              | 12,07     | Yang Yifei                                       | 12,20     | Rodrigo Parreira da Silva            | 12,54     |
| T37       | Charl du Toit                   | 11,45     | Mostafa Fothalla Mohamed                         | 11,54     | Fanie van der Merwe                  | 11,54     |
| T38       | Hu Jianwen                      | 10,74     | Evan O'Hanlon                                    | 10,98     | Edson Pinheiro                       | 11,26     |
| T42       | Scott Reardon                   | 12,26     | Daniel Wagner                                    | 12,32     | —                                    | —         |
| T42       | Scott Reardon                   | 12,26     | Richard Whitehead                                | 12,32     | —                                    | —         |
| T43/T44   | Jonnie Peacock Classe: T44      | 10,81     | Liam Malone Classe: T43                          | 11,02     | Felix Streng Classe: T44             | 11,03     |
| T45/46/47 | Ferreira dos Santos Classe: T47 | 10,57     | Michał Derus Classe: T47                         | 10,79     | Yohansson Nascimento Classe: T46     | 10,79     |
| T51       | Peter Genyn                     | 21,15     | Mohamed Berrahal                                 | 21,70     | E. C. Navarro Sanchez                | 21,96     |
| T52       | Gianfranco Iannotta             | 17,17     | Raymond Martin                                   | 17,25     | S. Hernandez Mondragon               | 17,69     |
| T53       | Brent Lakatos                   | 14,44     | Pongsakorn Paeyo                                 | 14,80     | Li Huzhao                            | 14,85     |
| T54       | Leo Pekka Tahti                 | 13,90     | Liu Yang                                         | 14,10     | Kenny van Weeghel                    | 14,23     |

#### 200 metri
| Classe | Oro                                  | Risultato | Argento                                          | Risultato | Bronzo                                       | Risultato |
| ------ | ------------------------------------ | --------- | ------------------------------------------------ | --------- | -------------------------------------------- | --------- |
| T11    | Ananias Shikongo Guida: Even Tjiviju | 22,44     | Felipe da Sousa Gomes Guida: Jonas de Lima Silva | 22,52     | Daniel Silva Guida: Heitor de Oliveira Sales | 23,04     |
| T12    | Leinier Savon Pineda                 | 22,23     | Hilton Langenhoven                               | 22,43     | Mahdi Afri                                   | 22,57     |
| T35    | Ihor Tsvietov                        | 25,11     | Fábio da Silva Bordignon                         | 26,01     | Hernan Barreto                               | 26,50     |
| T42    | Richard Whitehead                    | 23,39     | Ntando Mahlangu                                  | 23,77     | David Henson                                 | 23,74     |
| T43/44 | Liam Malone Classe: T43              | 21,06     | Hunter Woodhall Classe: T43                      | 21,12     | David Behre Classe: T43                      | 21,41     |

#### 400 metri
| Classe    | Oro                                                       | Risultato | Argento                            | Risultato | Bronzo                               | Risultato |
| --------- | --------------------------------------------------------- | --------- | ---------------------------------- | --------- | ------------------------------------ | --------- |
| T11       | G. Descarrega Puigdevall Guida: Marcos Blanquino Exposito | 50,22     | Felipe da Sousa Gomes              | 50,38     | Ananias Shikongo Guida: Sem Shimanda | 50,63     |
| T12       | Sun Qichao                                                | 48,57     | Mahdi Afri                         | 49,00     | Luis Goncalves                       | 49,54     |
| T13       | Mohamed Amguoun                                           | 47,15     | Johannes Nambala                   | 47,21     | Mohamed Fouad Hamoumou               | 48,04     |
| T20       | Daniel Martins                                            | 47,22     | Luis Arturo Paiva                  | 47,83     | Gracelino Tavares Barbosa            | 48,55     |
| T36       | Paul Blake                                                | 54,59     | Roman Pavlyk                       | 55,67     | William Stedman                      | 55,69     |
| T37       | Charl du Toit                                             | 51,13     | Omar Monterola                     | 52,93     | Sofiane Hamdi                        | 53,01     |
| T38       | Dyan Neille Buis                                          | 49,46     | Hu Jianwen                         | 50,27     | W. J. Diaz Mosquera                  | 51,44     |
| T43/44    | Liam Malone Classe: T43                                   | 46,20     | David Behre Classe: T43            | 46,23     | Hunter Woodhall Classe: T43          | 46,70     |
| T45/46/47 | Ernesto Blanco Classe: T46                                | 48,79     | P. Ferreira dos Santos Classe: T47 | 48,87     | Günther Matzinger Classe: T47        | 48,95     |
| T51       | Peter Genyn                                               | 1:20,82   | E. C. Navarro Sanchez              | 1:21,82   | Alvise de Vidi                       | 1:22,38   |
| T52       | Raymond Martin                                            | 58,42     | Tomoki Sato                        | 58,88     | Gianfranco Ianotta                   | 1:02,16   |
| T53       | Pongsakorn Paeyo                                          | 47,91     | Brent Lakatos                      | 48,53     | Pierre Fairbank                      | 49,00     |
| T54       | Kenny van Weeghel                                         | 46,65     | Liu Yang                           | 46,79     | Yassine Gharbi                       | 47,04     |

#### 800 metri
| Classe | Oro                           | Risultato | Argento                     | Risultato | Bronzo                      | Risultato |
| ------ | ----------------------------- | --------- | --------------------------- | --------- | --------------------------- | --------- |
| T33/34 | Mohamed Alhammadi Classe: T34 | 1:40,24   | Walid Ktila Classe: T34     | 1:40,31   | Rheed McCracken Classe: T34 | 1:41,25   |
| T36    | James Turner                  | 2:02,39   | Paul Blake                  | 2:09,65   | William Stedman             | 2:11,98   |
| T52/53 | Pongsakorn Paeyo Classe: T53  | 1:40,78   | Pierre Fairbank Classe: T53 | 1:40,97   | Brent Lakatos Classe: T53   | 1:41:09   |
| T54    | Marcel Hug                    | 1:33,76   | Saichon Konjen              | 1:33,74   | Gyu Dae Kim                 | 1:34,98   |

#### 1500 metri
| Classe | Oro                                    | Risultato | Argento                    | Risultato | Bronzo                               | Risultato |
| ------ | -------------------------------------- | --------- | -------------------------- | --------- | ------------------------------------ | --------- |
| T11    | Samwel Mushai Kimani Guida: James Boit | 4:03,25   | Odair Santos               | 4:03,85   | Semih Deniz Guida: Muhammed Emin Tan | 4:05,42   |
| T12/13 | Abdellatif Baka Classe: T13            | 3:48,29   | Tamiru Demisse Classe: T13 | 3:48,49   | Henry Kirwa Classe: T12              | 3:49,59   |
| T20    | Michael Brannigan                      | 3:51,73   | Daniel Pek                 | 3:56,17   | Peyman Nasiri Bazanjani              | 3:56,24   |
| T37    | Michael McKillop                       | 4:12,11   | Liam Stanley               | 4:16,72   | Madjid Djemai                        | 4:17,28   |
| T38    | Abbes Saidi                            | 4:13,81   | Deon Kenzie                | 4:14,95   | Louis Radius                         | 4:17,19   |
| T45/46 | Samir Nouioua Classe: T46              | 3:59,46   | David Emong Classe: T46    | 4:00,62   | Michael Roeger Classe: T46           | 4:01,34   |
| T51/52 | Raymond Martin Classe: T52             | 3:40,63   | Tomoki Sato Classe: T52    | 3:41,70   | Pichaya Kurattanasiri Classe: T52    | 3:53,96   |
| T54    | Prawat Wahoram                         | 3:00,62   | Marcel Hug                 | 3:00,65   | Saichon Konjen                       | 3:00,86   |

#### 5000 metri
| Classe | Oro                                    | Risultato | Argento                      | Risultato | Bronzo                         | Risultato |
| ------ | -------------------------------------- | --------- | ---------------------------- | --------- | ------------------------------ | --------- |
| T11    | Samwel Mushai Kimani Guida: James Boit | 15:16,11  | Odair Santos                 | 15:17,55  | Wilson Bii Guida: Benard Korir | 15:22,96  |
| T12/13 | Henry Kirwa Classe: T12                | 14:17,32  | El Amin Chentouf Classe: T12 | 14:21,04  | Bilel Aloui Classe: T13        | 14:33,33  |
| T53/54 | Prawat Wahoram Classe: T54             | 11:01,71  | Marcel Hug Classe: T54       | 11:02,04  | Kurt Fearnley Classe: T54      | 11:02,37  |

#### Staffetta 4×100 metri
| Classe | Oro | Risultato | Argento | Risultato | Bronzo | Risultato |
| ------ | --- | --------- | --- | --------- | --- | --------- |
| T11-13 | Brasile 1. D. U. Jeronimo da Silva Classe: T12 2. Gustavo Henrique Araújo Classe: T13 3. Daniel Silva Classe: T11 Guida: Heitor de Oliveira Sales 4. Felipe da Sousa Gomes Classe: T11 Guida: Jonas de Lima Silva | 42,37     | Cina 1. Di Dongdong Classe: T11 Guida: Wang Lin 2. Sun Qichao Classe: T12 3. Chen Mingyu Classe: T12 4. Liu Wei Classe: T13                                    | 43,05     | Uzbekistan 1. Miran Sakhatov Classe: T11 Guida: Jaloliddin Khamrokulov 2. Mansur Abdirashidov Classe: T12 3. Doniyor Saliev Classe: T12 4. Fakhriddin Khamraev Classe: T12 | 43,47     |
| T42-47 | Germania 1. Markus Rehm Classe: T44 2. David Behre Classe: T43 3. Felix Streng Classe: T44 4. Johannes Floors Classe: T43                                                                                         | 40,82     | Brasile 1. Renato Nunes da Cruz Classe: T44 2. Yohansson Nascimento Classe: T46 3. Petrúcio Ferreira dos Santos Classe: T47 4. Alan F. C. Oliveira Classe: T43 | 42,04     | Giappone 1. Hajimu Ashida Classe: T47 2. Keita Sato Classe: T44 3. Tomoki Tagawa Classe: T47 4. Atsushi Yamamoto Classe: T42                                               | 44,16     |

#### Staffetta 4×400 metri
| Classe | Oro | Risultato | Argento | Risultato | Bronzo | Risultato |
| ------ | --- | --------- | --- | --------- | --- | --------- |
| T53/54 | Cina 1. Cui Yanfeng Classe: T54 2. Liu Yang Classe: T54 3. Li Huzhao Classe: T53 4. Liu Chengming Classe: T54 | 3:04.58   | Thailandia 1. Saichon Konjen Classe: T54 2. Rawat Tana Classe: T54 3. Pongsakorn Paeyo Classe: T53 4. Prawat Wahoram Classe: T54 | 3:07.73   | Canada 1. Brent Lakatos Classe: T53 2. Curtis Thom Classe: T54 3. Tristan Smyth Classe: T54 4. Alexandre Dupont Classe: T54 | 3:08.00   |

### Eventi maschili su campo
Tutti i risultati degli eventi su campo sono espressi in metri

#### Salto in alto
| Classe    | Oro                             | Risultato | Argento                  | Risultato | Bronzo                    | Risultato |
| --------- | ------------------------------- | --------- | ------------------------ | --------- | ------------------------- | --------- |
| T42       | Mariyappan Thangavelu           | 1,89      | Sam Grewe                | 1,86      | Bhati Varun Singh         | 1,86      |
| T44       | Maciej Lepiato                  | 2,19      | Jonathan Broom-Edwards   | 2,10      | Rafael Uribe              | 2,01      |
| T45/46/47 | R. Townsend-Roberts Classe: T46 | 2,09      | Chen Hongjie Classe: T46 | 1,99      | Aaron Chatman Classe: T47 | 1,99      |

#### Salto in lungo
| Classe    | Oro                             | Risultato | Argento                    | Risultato | Bronzo                       | Risultato |
| --------- | ------------------------------- | --------- | -------------------------- | --------- | ---------------------------- | --------- |
| T11       | Ricardo Costa de Oliveira       | 6,52      | Lex Gillette               | 6,44      | Ruslan Katyshev              | 6,20      |
| T12       | Hilton Langenhoven              | 7,07      | Kamil Aliyev               | 7,05      | Doniyor Saliev               | 7,04      |
| T20       | Abdul Latif Romly               | 7,60      | Zoran Talic                | 7,12      | Dmytro Prudnikov             | 6,99      |
| T36       | Brayden Davidson                | 5,62      | Rodrigo Parreira da Silva  | 5,62      | Roman Pavlyk                 | 5,61      |
| T37       | Shang Guangxu                   | 6,77      | Mateus Evangelista Cardoso | 6,53      | Haider Ali                   | 6,28      |
| T38       | Hu Jianwen                      | 6,64      | Zhong Huanghao             | 6,59      | Dyan Neille Buis             | 6,58      |
| T42       | Heinrich Popow                  | 6,70      | Atsushi Yamamoto           | 6,62      | Daniel Wagner                | 6,57      |
| T43/44    | Markus Rehm Classe: T44         | 8,21      | Ronald Hertog Classe: T44  | 7,29      | Felix Streng Classe: T44     | 7,13      |
| T45/46/47 | R. Townsend-Roberts Classe: T46 | 7,41      | Wang Hao Classe: T46       | 7,30      | Arnaud Assoumani Classe: T47 | 7,11      |

#### Getto del peso
| Classe  | Oro                            | Risultato | Argento                    | Risultato | Bronzo                          | Risultato |
| ------- | ------------------------------ | --------- | -------------------------- | --------- | ------------------------------- | --------- |
| F11/F12 | Kim Lopez Gonzalez Classe: F12 | 16,44     | Saman Pakbaz Classe: F12   | 15,98     | Roman Danyliuk Classe: F12      | 15,94     |
| F20     | Muhammad Ziyad Zolkefli        | 16,84     | Dimitrios Senikidis        | 16,17     | Todd Hodgetts                   | 15,82     |
| F32     | Athanasios Konstantinidis      | 10,39     | Lahouari Bahlaz            | 9,40      | Dimitrios Zisidis               | 9,24      |
| F33     | Daniel Scheil                  | 11,03     | Kamel Kardjena             | 10,94     | Hani Alnakhli                   | 8,99      |
| F34     | Azeddine Nouiri                | 11,28     | A. A. Abdulrahman          | 11,15     | Mauricio Valencia               | 11,10     |
| F35     | Fu Xinhan                      | 15,19     | Hernan Emanuel Urra        | 14,91     | Edgars Bergs                    | 14,55     |
| F36     | Sebastian Dietz                | 14,84     | Mykola Dibrova             | 14,26     | Li Cuiqing                      | 14,02     |
| F37     | Mindaugas Bilius               | 16,80     | Xia Dong                   | 16,06     | Khusniddin Norbekov             | 15,17     |
| F40     | Garrah Tnaiash                 | 10,76     | Zhenyu Chen                | 10,10     | Smaali Bouaabid                 | 9,44      |
| F41     | Niko Kappel                    | 13,57     | Bartosz Tyszkowski         | 13,56     | Xia Zhiwei                      | 12,33     |
| F42     | Aled Davies                    | 15,97     | Sajad Mohammadian          | 14,31     | Tyrone Pillay                   | 13,91     |
| F53     | Che Jon Fernandes              | 8,44      | Scot Severn                | 8,41      | Asadollah Azimi                 | 8,14      |
| F54/F55 | Ruzhdi Ruzhdi Classe: F55      | 12,33     | Hamed Amiri Classe: F54    | 11,40     | Lech Stoltman Classe: F55       | 11,39     |
| F56/57  | Wu Guoshan Classe: F57         | 14,42     | Janusz Rokicki Classe: F57 | 14,26     | Javid Ehsani Shakib Classe: F57 | 14,13     |

#### Lancio del disco
| Classe    | Oro                                  | Risultato | Argento                            | Risultato | Bronzo                           | Risultato |
| --------- | ------------------------------------ | --------- | ---------------------------------- | --------- | -------------------------------- | --------- |
| F11       | Alessandro Rodrigo Silva Classe: F11 | 43,06     | Oney Tapia Classe: F11             | 40,89     | David Casinos Sierra Classe: F11 | 38,58     |
| F37       | Khusniddin Norbekov                  | 59,75     | Mindaugas Bilius                   | 35,50     | Xia Dong                         | 52,15     |
| F43/44    | David Blair Classe: F44              | 64,11     | Akeem Stewart Classe: F43          | 61,72     | Dan Greaves Classe: F44          | 59,57     |
| F51/52    | Aigars Apinis Classe: F52            | 20,83     | Robert Jachimowicz Classe: F52     | 19,10     | Velimir Sandor Classe: F52       | 18,24     |
| F54/55/56 | C. Batista Dos Santos Classe: F56    | 45,33     | Alireza Ghaleh Nasseri Classe: F56 | 44,04     | Leonardo Díaz Classe: F56        | 43,58     |

#### Lancio del giavellotto
| Classe    | Oro                               | Risultato | Argento                               | Risultato | Bronzo                           | Risultato |
| --------- | --------------------------------- | --------- | ------------------------------------- | --------- | -------------------------------- | --------- |
| F12/13    | Aleksandr Svechnikov Classe: F13  | 65,69     | Sajad Nikparast Classe: F12           | 62,74     | Nemanja Dimitrijević Classe: F13 | 60,86     |
| F34       | Mauricio Valencia                 | 36,65     | Wang Yanzhang                         | 34,15     | Mohsen Kaedi                     | 33,42     |
| F38       | Reinhardt Hamman                  | 50,96     | L. F. Lucumi Villegas                 | 49,19     | Javad Hardani                    | 48,46     |
| F40/41    | Kovan Abdulraheem Classe: F41     | 42,85     | Wildan Nukhailawi Classe: F41         | 42,08     | Sun Pengxiang Classe: F41        | 41,81     |
| F42/43/44 | Akeem Stewart Classe: F43         | 57,32     | Alister McQueen Classe: F44           | 55,56     | Rory McSweeney Classe: F44       | 54,99     |
| F46       | Devendra Jhajharia                | 63,97     | Guo Chunliang                         | 59,93     | D. P. H. Mudiyanselage           | 58,23     |
| F53/54    | Manolis Stefanoudakis Classe: F54 | 29,45     | Luis Alberto Zepeda Felix Classe: F54 | 25,92     | Aliaksandr Tryputs Classe: F54   | 23,56     |
| F56/56    | Mohammad Khalvandi Classe: F57    | 46,12     | Abdollah Heidari Til Classe: F57      | 43,77     | Ngoc Hung Cao Classe: F57        | 43,27     |

#### Lancio della clava
| Classe | Oro                       | Risultato | Argento                               | Risultato | Bronzo                     | Risultato |
| ------ | ------------------------- | --------- | ------------------------------------- | --------- | -------------------------- | --------- |
| F31/32 | Maciej Sochal Classe: F32 | 33,91     | Athanasios Konstantinidis Classe: F32 | 33,69     | Stephen Miller Classe: F32 | 31,93     |
| F51    | Željko Dimitrijević       | 29,96     | Miloš Mitić                           | 26,84     | Marian Kureja              | 26,82     |

### Maratona maschile
I risultati sono tutti espressi in ore, minuti e secondi.
| Classe    | Oro                          | Risultato | Argento                              | Risultato | Bronzo                       | Risultato |
| --------- | ---------------------------- | --------- | ------------------------------------ | --------- | ---------------------------- | --------- |
| T11/12    | El Amin Chentouf Classe: T12 | 2:32:17   | Alberto Suarez Laso Classe: T12      | 2:33:11   | Masahiro Okamura Classe: T12 | 2:33:59   |
| T45/46    | Li Chaoyan Classe: T46       | 2:33:35   | Abderrahman Ait Khamouch Classe: T46 | 2:37:01   | Manuel Mendes Classe: T46    | 2:49:57   |
| T52/53/54 | Marcel Hug Classe: T54       | 1:26:16   | Kurt Fearnley Classe: T54            | 1:26:17   | Gyu Dae Kim Classe: T54      | 1:30:08   |

### Eventi femminili su pista
I risultati degli eventi su pista sono tutti espressi in secondi e decimi di secondo oppure, se superiori al minuto, in minuti, secondi e decimi di secondo.

#### 100 metri
| Classe    | Oro                                 | Risultato | Argento                              | Risultato | Bronzo                                          | Risultato |
| --------- | ----------------------------------- | --------- | ------------------------------------ | --------- | ----------------------------------------------- | --------- |
| T11       | Libby Clegg Guida: Chris Clarke     | 11,96     | Zhou Guohua Guida: Jia Dengpu        | 11,98     | Liu Cuiqing Guida: Xu Donglin                   | 12,07     |
| T12       | Omara Durand Guida: Yuniol Kindelan | 11,40     | Elena Chebanu Guida: Hakim Ibrahimov | 11,71     | Katrin Müller-Rottgardt Guida: Sebastian Fricke | 11,99     |
| T13       | Leilia Adzhametova                  | 11,79     | Ilse Hayes                           | 11,91     | Kym Crosby                                      | 12,24     |
| T33/34    | Hannah Cockroft Classe: T34         | 17,42     | Kare Adenegan Classe: T34            | 18,29     | Alexa Halko Classe: T34                         | 18,81     |
| T35       | Zhou Xia                            | 13,66     | Isis Holt                            | 13,75     | Maria Lyle                                      | 14,41     |
| T36       | Yanina Andrea Martinez              | 14,46     | Claudia Nicoleitzik                  | 14,64     | M. L. Hernandez Florian                         | 14,71     |
| T37       | Georgina Hermitage                  | 13,13     | Francois-Elie Mandy                  | 13,45     | Yescarly Medina                                 | 13,85     |
| T38       | Sophie Hahn                         | 12,62     | Verônica Hipólito                    | 12,88     | Kadeena Cox                                     | 13,01     |
| T42       | Martina Caironi                     | 14,97     | Vanessa Low                          | 15,17     | Monica Graziana Contrafatto                     | 16,30     |
| T43/44    | Marlou van Rhijn Classe: T43        | 13:02     | Irmgard Bensusan Classe: T44         | 13:04     | Nyoshia Cain Classe: T44                        | 13:10     |
| T45/46/47 | Deja Young Classe: T46              | 12:15     | Alicja Fiodorow Classe: T47          | 12:46     | T. de Jesus Correia Santos Classe: T46          | 12:84     |
| T51/52    | Michelle Stilwell Classe: T52       | 19,42     | Kerry Morgan Classe: T52             | 19,96     | Marieke Vervoort Classe: T52                    | 20,12     |
| T53       | Huang Lisha                         | 16,28     | Zhou Hongzhuan                       | 16,51     | Angela Ballard                                  | 16,59     |
| T54       | Liu Wenjun                          | 16,00     | Tatyana McFadden                     | 16,13     | Li Yingjie                                      | 16,22     |

#### 200 metri
| Classe    | Oro                                 | Risultato | Argento                                   | Risultato | Bronzo                               | Risultato |
| --------- | ----------------------------------- | --------- | ----------------------------------------- | --------- | ------------------------------------ | --------- |
| T11       | Libby Clegg Guida: Chris Clarke     | 24,51     | Liu Cuiqing Guida: Xu Donglin             | 24,85     | Zhou Guohua Guida: Jia Dengpu        | 24,99     |
| T12       | Omara Durand Guida: Yuniol Kindelan | 23,05     | Oksana Boturchuk Guida: Volodymyr Burakov | 23,65     | Elena Chebanu Guida: Hakim Ibrahimov | 23,80     |
| T35       | Zhou Xia                            | 28,22     | Isis Holt                                 | 28,79     | Maria Lyle                           | 29,35     |
| T36       | Shi Yiting                          | 28,74     | Min Jae Jeon                              | 31,06     | Claudia Nicoleitzik                  | 31,13     |
| T43/44    | Marlou van Rhijn Classe: T43        | 26,16     | Irmgard Bensusan Classe: T44              | 26,90     | Marie-Amélie le Fur Classe: T44      | 27,11     |
| T45/46/47 | Deja Young Classe: T46              | 25,46     | Alicja Fiodorow Classe: T47               | 25,61     | Li Lu Classe: T46                    | 26,26     |

#### 400 metri
| Classe    | Oro                                 | Risultato | Argento                                   | Risultato | Bronzo                                      | Risultato |
| --------- | ----------------------------------- | --------- | ----------------------------------------- | --------- | ------------------------------------------- | --------- |
| T11       | Liu Cuiqing Guida: Xu Donglin       | 56,71     | Sol Rojas Guida: Edicson Medina           | 57,64     | Terezinha Guilhermina                       | 57,97     |
| T12       | Omara Durand Guida: Yuniol Kindelan | 51,77     | Oksana Boturchuk Guida: Volodymyr Burakov | 53,14     | Edmilsa Governo Guida: Filipe Joao Chaimite | 53,89     |
| T13       | Nantenin Keita                      | 55,78     | Ilse Hayes                                | 56,49     | Leilia Adzhametova                          | 56,60     |
| T20       | Breanna Clark                       | 57,79     | Natalia Iezlovetska                       | 58,48     | Barbara Niewiedział                         | 58,51     |
| T33/34    | Hannah Cockroft Classe: T34         | 58,78     | Alexa Halko Classe: T34                   | 1:00,79   | Kare Adenegan Classe: T34                   | 1:01,67   |
| T37       | Georgina Hermitage                  | 1:00,53   | Wen Xiaoyan                               | 1:03,28   | Bahi Neda                                   | 1:03,71   |
| T38       | Kadeena Cox                         | 1:00,71   | Chen Junfei                               | 1:01,34   | Verônica Hipólito                           | 1:03,14   |
| T43/44    | Marie-Amélie le Fur Classe: T44     | 59,27     | Irmgard Bensusan Classe: T44              | 59,62     | Grace Norman Classe: T44                    | 1:01,83   |
| T45/46/47 | Li Lu Classe: T46                   | 58,09     | Anrune Liebenberg Classe: T47             | 58,88     | Sae Tsuji Classe: T47                       | 1:00,62   |
| T51/52    | Michelle Stilwell Classe: T52       | 1:05,43   | Marieke Vervoort Classe: T52              | 1:07,62   | Kerry Morgan Classe: T52                    | 1:08,31   |
| T53       | Zhou Hongzhuan                      | 54,43     | Chelsea McClammer                         | 55,13     | Angela Ballard                              | 55,28     |
| T54       | Tatyana McFadden                    | 53,30     | Cheri Madsen                              | 54,50     | Zou Lihong                                  | 54,70     |

#### 800 metri
| Classe | Oro                        | Risultato | Argento                        | Risultato | Bronzo                     | Risultato |
| ------ | -------------------------- | --------- | ------------------------------ | --------- | -------------------------- | --------- |
| T34    | Hannah Cockroft            | 2:00,62   | Alexa Halko                    | 2:02,08   | Kare Adenegan              | 2:02,47   |
| T52/53 | Zhou Hongzhuan Classe: T53 | 1:47,45   | Madison de Rozario Classe: T53 | 1:47,64   | Shirley Reilly Classe: T53 | 1:47,77   |
| T54    | Tatyana McFadden           | 1:44,73   | Liu Wenjun                     | 1:45,02   | Li Yingjie                 | 1:45,23   |

#### 1500 metri
| Classe | Oro                          | Risultato | Argento                                                | Risultato | Bronzo                                                   | Risultato |
| ------ | ---------------------------- | --------- | ------------------------------------------------------ | --------- | -------------------------------------------------------- | --------- |
| T11    | Zheng Jin Guida: Jin Yubo    | 4:38,92   | Nancy Chelangat Koech Guida: Geoffrey Kiplangat Rotich | 4:42,12   | Maritza Arango Buitrago Guida: Jonathan Sanchez Gonzalez | 4:45,33   |
| T12/13 | Somaya Bousaid Classe: T13   | 4:21,45   | Najah Chouaya Classe: T12                              | 4:30,52   | Izaskun Oses Ayucar Classe: T12                          | 4:39,99   |
| T20    | Barbara Niewiedział          | 4:24,37   | Ilona Biacsi                                           | 4:27,88   | Liudmyla Danylina                                        | 4:28,78   |
| T53/54 | Tatyana McFadden Classe: T54 | 3:22,50   | Amanda McGrory Classe: T54                             | 3:22,61   | Chelsea McClammer Classe: T53                            | 3:22,67   |

#### 5000 metri
| Classe | Oro                          | Risultato | Argento                       | Risultato | Bronzo                     | Risultato |
| ------ | ---------------------------- | --------- | ----------------------------- | --------- | -------------------------- | --------- |
| T53/54 | Tatyana McFadden Classe: T54 | 11:54,07  | Chelsea McClammer Classe: T53 | 11:54,33  | Amanda McGrory Classe: T54 | 11:54,34  |

#### Staffetta 4 × 100 metri
| Classe | Oro | Risultato | Argento | Risultato | Bronzo | Risultato |
| ------ | --- | --------- | --- | --------- | --- | --------- |
| T11-13 | Cina 1. Zhou Guohua Classe: T11 Guida: Jia Dengpu 2. Shen Yaqin Classe: T12 Guida: Li Wen 3. Jia Juntingxian Classe: T11 Guida: Shi Yang 4. Liu Cuiqing Classe: T11 Guida: Xu Donglin | 47,18     | Brasile 1. T. V. Simplicio da Silva Classe: T11 Guida: Felipe Veloso 2. Alice de Oliveira Correa Classe: T12 Guida: Diogo Cardoso da Silva 3. Lorena Salvatini Spoladore Classe: T11 Guida: Renato Ben Hur Oliveira 4. Terezinha Guilhermina Classe: T11 Guida: Rafael Lazarini | 47,57     | Colombia 1. Marcela Gonzalez Classe: T12 Guida: Niver Rangel Palmera 2. Sonia Sirley Luna Rodriguez Classe: T11 Guida: Wilmar Cabrera Estremor 3. Maritza Arango Buitrago Classe: T11 Guida: Jonathan Sanchez Gonzalez 4. Y. M. Restrepo Munoz Classe: T11 Guida: Juan Cortes Agudelo | 51,93     |
| T35-38 | Cina 1. Jiang Fenfen Classe: T37 2. Chen Junfei Classe: T38 3. Li Yingli Classe: T37 4. Wen Xiaoyan Classe: T37                                                                       | 50,81     | Gran Bretagna 1. Kadeena Cox Classe: T38 2. Maria Lyle Classe: T35 3. Georgina Hermitage Classe: T37 4. Sophie Hahn Classe: T38 | 51,07     | Australia 1. Ella Azura Pardy Classe: T38 2. Isis Holt Classe: T35 3. Jodi Elkington-Jones Classe: T37 4. Erin Cleaver Classe: T38 | 55,09     |

#### Staffetta 4 × 400 metri
| Classe | Oro | Risultato | Argento | Risultato | Bronzo | Risultato |
| ------ | --- | --------- | --- | --------- | ------ | --------- |
| T53/54 | Cina 1. Li Yingjie Classe: T54 2. Liu Wenjun Classe: T54 3. Zhou Hongzhuan Classe: T53 4. Zou Lihong Classe: T54 | 3:32,11   | Australia 1. Angela Ballard Classe: T53 2. Madison de Rozario Classe: T53 3. Jemima Moore Classe: T54 4. Christie Dawes Classe: T54 | 3:46,63   | –      | –         |

### Eventi femminili su campo
Tutti i risultati degli eventi su campo sono espressi in metri.

#### Salto in alto
Nessuna gara disputata.

#### Salto in lungo
| Classe    | Oro                             | Risultato | Argento                      | Risultato | Bronzo                              | Risultato |
| --------- | ------------------------------- | --------- | ---------------------------- | --------- | ----------------------------------- | --------- |
| T11       | Silvania Costa de Oliveira      | 4,98      | Fatimata Brigitte Diasso     | 4,89      | Lorena Salvatini Spoladore          | 4,71      |
| T12       | Oksana Zubkovska                | 6,11      | Elena Chebanu                | 5,56      | Lynda Hamri                         | 5,53      |
| T20       | Mikela Ristoski                 | 5,79      | Karolina Kucharczyk          | 5,55      | Siti Noor Radiah Ismail             | 5,20      |
| T37       | Wen Xiaoyan                     | 5,14      | Franziska Liebhardt          | 4,42      | Jodi Elkington-Jones                | 4,30      |
| T38       | Chen Junfei                     | 4,77      | Taylor Doyle                 | 4,62      | Anna Trener-Wierciak                | 4,53      |
| T42       | Vanessa Low                     | 4,93      | Martina Caironi              | 4,66      | Malu Perez Iser                     | 3,92      |
| T43/44    | Marie-Amélie le Fur Classe: T44 | 5,83      | Stef Reid Classe: T44        | 5,64      | Marlene van Gansewinkel Classe: T44 | 5,57      |
| T45/46/47 | Anna Grimaldi Classe: T47       | 5,62      | Yunidis Castillo Classe: T46 | 5,59      | Carlee Beattie Classe: T47          | 5,57      |

#### Getto del peso
| Classe | Oro                                 | Risultato | Argento                       | Risultato | Bronzo                                | Risultato |
| ------ | ----------------------------------- | --------- | ----------------------------- | --------- | ------------------------------------- | --------- |
| F11/12 | Assunta Legnante Classe: F11        | 15,74     | Safiya Burkhanova Classe: F12 | 15,05     | Rebeca Alvarez Valenzuela Classe: F12 | 13,05     |
| F20    | Ewa Durska                          | 13,94     | Anastasiia Mysnyk             | 13,24     | Sabrina Fortune                       | 12,94     |
| F32    | Maroua Brahmi                       | 5,76      | Noura Alktebi                 | 4,70      | Louise Ellery                         | 4,19      |
| F33    | Asmahan Boudjadar                   | 5,72      | Sara Hamdi Masoud             | 5,39      | Sara Alsenaani                        | 5,09      |
| F34    | Zou Lijuan                          | 8,75      | Lucyna Kornobys               | 8,00      | Jessica Hamill                        | 7,54      |
| F35    | Wang Jun                            | 13,91     | Mariia Pomazan                | 13,59     | Marivana Oliveira                     | 9,28      |
| F36    | Birgit Kober                        | 11,41     | Wu Qing                       | 10,33     | Katherine Proudfoot                   | 9,70      |
| F37    | Franziska Liebhardt                 | 13,96     | Mi Na                         | 13,73     | Eva Berna                             | 11,23     |
| F40    | Lauritta Onye                       | 8,40      | Rima Abdelli                  | 7,37      | Lara Baars                            | 7,12      |
| F41    | Raoua Tlili                         | 10,19     | Samar Ben Koelleb             | 8,39      | Claire Keefer                         | 8,16      |
| F53    | Fatema Nedham                       | 4,76      | Deepa Malik                   | 4,61      | Dimitra Korokida                      | 4,28      |
| F54    | Yang Liwan                          | 7,89      | Hania Aidi                    | 6,86      | Fadhila Nafati                        | 6,38      |
| F56/57 | Angeles Ortiz Hernandez Classe: F57 | 10,94     | Nassima Saifi Classe: F57     | 10,77     | Nadia Medjmedj Classe: F56            | 9,92      |

#### Lancio del disco
| Classe | Oro                          | Risultato | Argento                          | Risultato | Bronzo                                  | Risultato |
| ------ | ---------------------------- | --------- | -------------------------------- | --------- | --------------------------------------- | --------- |
| F11    | Zhang Liangmin               | 36,65     | Tang Hongxia                     | 35,01     | Izabela Campos                          | 32,60     |
| F37/38 | Mi Na Classe: F37            | 37,60     | Shirlene Coelho Classe: F37      | 33,91     | Noelle Lenihan Classe: F38              | 31,71     |
| F40/41 | Raoua Tlili Classe: F41      | 33,38     | Niamh Mc Carthy Classe: F41      | 26,67     | Fathia Amaimia Classe: F41              | 26,16     |
| F43/44 | Yao Juan Classe: F44         | 44,53     | Yang Yue Classe: F44             | 43,47     | Noraivis de la Heras Chibas Classe: F44 | 32,47     |
| F51/52 | Rachael Morrison Classe: F51 | 13,09     | Cassie Mitchell Classe: F51      | 12,87     | Zoia Ovsii Classe: F51                  | 12,17     |
| F54/55 | Dong Feixia Classe: F55      | 25,03     | Marianne Buggenhagen Classe: F55 | 24,56     | Diana Dadzite Classe: F55               | 22,66     |
| F56/57 | Nassima Saifi Classe: F57    | 33,33     | Orla Barry Classe: F57           | 30,06     | Eucharia Iyiazi Classe: F57             | 27,54     |

#### Lancio del giavellotto
| Classe | Oro                             | Risultato | Argento                     | Risultato | Bronzo                        | Risultato |
| ------ | ------------------------------- | --------- | --------------------------- | --------- | ----------------------------- | --------- |
| F12/13 | Nozimakhon Kayumova Classe: F13 | 44,58     | Irada Aliyeva Classe: F12   | 42,58     | Natalija Eder Classe: F12     | 40,49     |
| F34    | Zou Lijuan                      | 21,86     | Marjaana Heikkinen          | 18,42     | Frances Herrmann              | 18,16     |
| F37    | Shirlene Coelho                 | 37,57     | Mi Na                       | 30,18     | Jia Qianqian                  | 29,47     |
| F45/46 | Hollie Arnold Classe: F46       | 43,01     | Holly Robinson Classe: F46  | 41,22     | Katarzyna Piekart Classe: F46 | 41,07     |
| F53/54 | Flora Ugwunwa Classe: F54       | 20,25     | Hania Aidi Classe: F54      | 18,88     | Ntombizanele Situ Classe: F54 | 17,90     |
| F55/56 | Diana Dadzite Classe: F55       | 23,36     | Martina Willing Classe: F56 | 22,22     | Nadia Medjmedj Classe: F56    | 20,24     |

#### Lancio della clava
| Classe | Oro                       | Risultato | Argento                  | Risultato | Bronzo                     | Risultato |
| ------ | ------------------------- | --------- | ------------------------ | --------- | -------------------------- | --------- |
| F31/32 | Maroua Brahmi Classe: F32 | 26,93     | Mounia Gasmi Classe: F32 | 25,41     | Gemma Prescott Classe: F32 | 19,77     |
| F51    | Joanna Butterfield        | 22,81     | Zoia Ovsii               | 22,21     | Cassie Mitchell            | 21,84     |

### Maratona femminile
I risultati sono tutti espressi in ore, minuti e secondi.
| Classe    | Oro                       | Risultato | Argento                       | Risultato | Bronzo                               | Risultato |
| --------- | ------------------------- | --------- | ----------------------------- | --------- | ------------------------------------ | --------- |
| T11/12    | Elena Congost Classe: T12 | 3:01:43   | Misato Michishita Classe: T12 | 3:06:52   | E. de Jesus Santos Dorta Classe: T12 | 3:18:38   |
| T52/53/54 | Zou Lihong Classe: T54    | 1:38:44   | Tatyana McFadden Classe: T54  | 1:38:44   | Amanda McGrory Classe: T54           | 1:38:45   |